# Carl August Wilhelm Schwacke
Carl August Wilhelm Schwacke (1848, Alfeld (Leine), royaume de Hanovre - 1904, Barbacena, Minas Gerais, Brésil) est un botaniste, explorateur et naturaliste prussien.

## Biographie
Né à Alfeld, près de Hanovre, en royaume de Hanovre, il étudie les sciences naturelles aux Universités de Göttingen et Bonn et se spécialise en botanique après l'obtention de son diplôme. Il émigre au Brésil en 1873 et en mars 1874, il est embauché comme naturaliste itinérant (Naturalista viajante) par le département botanique du Musée national du Brésil. Il voyage dans tout le pays, à partir de 1877 et amasse une riche collection de plantes. En 1891, il quitte le Musée National et accepte un poste de professeur de botanique à l’École de Pharmacie d'Ouro Preto, à Ouro Preto, (Minas Gerais), où il demeure jusqu'à sa mort. L'année même où il arrive à l'école, il en est nommé doyen. Avec l'aide des étudiants (il organise de nombreuses excursions botaniques qu'il introduits dans les cours comme une activité régulière), Schwacke se constitue un immense herbier en 1892. Sa collection qui contient plus de 30 000 spécimens est transférée, en 1986, dans l'herbier central (organisé par José Badini) à l'Université fédérale d'Ouro Preto.
Ses contributions à la botanique sont principalement taxonomiques. Il a créé le genre Amburana, entre autres.

## Œuvres
- Plantas novas mineiras (Estado de Minas Geraes), 1898-1900, 2 fasc.